# TOS
O Atari TOS (The Operating System) é o Sistema Operacional da família de computadores Atari ST. Essa linha inclui o 520ST e o 1040ST, suas variantes STF/M/FM e STE e o Mega ST/STE. Mais tarde, computadores de 32 bits foram desenvolvidos usando uma nova versão do TOS, denominada MultiTOS. Essa nova versão permitia Multitarefas. Mais recentemente, usuários do sistema operacional têm desenvolvido uma versão mais aprimorada, chamada FreeMiNT.

## Detalhes
Atari TOS (The Operating System) foi lançado com o Atari 520ST em 1985. O TOS combina a GUI de GEM da Digital Research executada sobre o GEMDOS semelhante ao DOS. Os recursos incluem um modelo de memória linear, formato de disco compatível com o DOS (a partir do TOS 1.04), suporte para MIDI e uma variante do SCSI chamada ACSI em versões posteriores. O TOS da Atari geralmente é executado a partir de chips ROM contidos no computador: Portanto, antes que os discos rígidos locais estivessem disponíveis nos computadores domésticos, ele era um sistema operacional de execução quase instantânea. O TOS era inicializado a partir de disquetes nos primeiros STs, mas apenas cerca de meio ano após o lançamento do ST, todos os modelos de ST começaram a ser fornecidos com a versão mais recente do TOS em ROM.
O TOS consistia no seguinte:
- Desktop - A interface principal carregada após a inicialização.
- GEM - Gerenciador de ambiente gráfico, licenciado pela Digital Research
  - AES - Serviços de ambiente de aplicativos
  - VDI - Virtual Device Interface (somente drivers de tela, outros drivers carregados usando o GDOS)
- GEMDOS - Sistema operacional de disco GEM
- BIOS - Sistema básico de entrada/saída
- XBIOS - BIOS estendido
- Line-A - Chamadas gráficas de baixo nível e alta velocidade. Obsoleto a partir do TOS 3.

Os itens a seguir eram extensões do TOS (carregadas separadamente):
- GDOS - Sistema operacional de dispositivo gráfico
- AHDI - Atari Hard Disk Interface (driver de disco rígido)

A multitarefa real não era diretamente suportada, mas o TOS permitia que até seis acessórios de mesa fossem carregados no sistema. O MultiTOS foi desenvolvido para permitir que o TOS executasse multitarefas de forma preemptiva.

### Área de trabalho

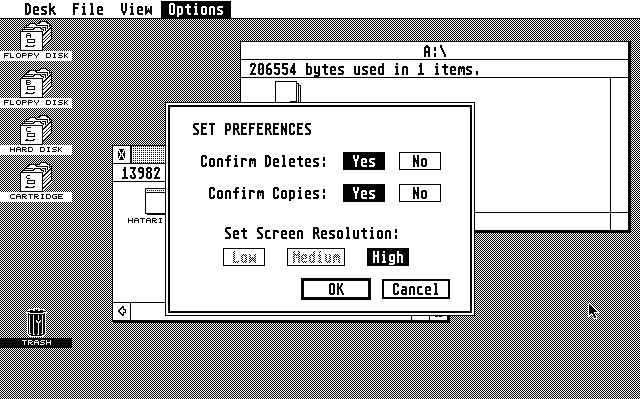
Atari TOS/GEM em modo monocromático

A área de trabalho do TOS usa ícones para representar arquivos e dispositivos, janelas e caixas de diálogo para exibir informações. O arquivo da área de trabalho “DESKTOP.INF” era lido para determinar as configurações das janelas, o posicionamento dos ícones e os ícones das unidades; caso contrário, era usada a área de trabalho padrão com dois ícones de disquete e o ícone da lixeira.
As versões posteriores usam o “NEWDESK.INF” para salvar e ler a configuração da área de trabalho.
Os arquivos executáveis são identificados por suas extensões:
- *.ACC - Acessório da área de trabalho. Carregado automaticamente.
- *.APP - Aplicativo (raramente encontrado).
- *PRG - Programa executável. Pode ser um programa GEM.
- *.TOS - Programa “TOS” que não usa o GEM, ou seja, semelhante ao .EXE ou .COM de um computador pessoal executado em uma caixa no modo CLI. A área de trabalho limpa a tela, ativa o cursor de texto e oculta o ponteiro do mouse.
- *.TTP - “TOS takes parameters (TOS recebe parâmetros, traduzido ao português)”. Abre uma caixa de diálogo na qual podem ser adicionados argumentos ao programa. Converte caracteres em letras maiúsculas.
- *.GTP - “GEM takes parameters (GEM recebe parâmetros, traduzido ao português)”. Abre uma caixa de diálogo em que os argumentos podem ser adicionados ao programa. Converte os caracteres em letras maiúsculas.

Os programas TOS (mas não os programas GEM) podem ser inicializados automaticamente ao serem colocados em uma pasta chamada “AUTO”. O TOS 1.4 permite que os programas GEM sejam configurados para serem carregados automaticamente na caixa de diálogo “Instalar aplicativo”. Os programas com extensões e ambientes *.TTP não podem ser usados para inicialização automática. Os acessórios da área de trabalho foram colocados no diretório raiz da unidade padrão e carregados automaticamente.

## Sistema de arquivos
O Atari TOS é baseado no GEMDOS, que usa um sistema de arquivos FAT12 modificado (ou, em discos rígidos, FAT16). As principais diferenças são o fato de que o setor de inicialização não precisa conter a sequência de saltos (jumps) compatível com a IBM no início (normalmente 0xE9 0x? ? 0x??? ou 0xEB 0x??? 0x90), a falta (antes do TOS 1.04) de um identificador OEM compatível com sistemas baseados em PC e o fato de que uma soma de verificação é usada para marcar o setor de inicialização como executável (o formato PC usa a palavra de assinatura 0x55 0xAA). Os setores de inicialização executáveis para a plataforma Atari normalmente começam com um opcode de salto MC68000 (por exemplo, 0x603C), e a última palavra de dois bytes deve somar com o restante do setor de inicialização (no formato big-endian) a 0x1234 para ser inicializável.
Ao contrário do MS-DOS, o GEMDOS normalmente permite discos com contagens incomuns de setores e trilhas. Assim, discos com 10 ou até 11 setores por trilha e mais de 80 trilhas formatadas não eram incomuns na comunidade Atari. Normalmente, era usada uma combinação segura, como 10 setores por trilha por 80 trilhas, o que resultava em uma capacidade não formatada de 800 KB, mas muitos usuários aumentavam a capacidade de seus discos de densidade dupla para mais de 900 KB usando formatos personalizados.
Os sistemas de arquivos de disco GEMDOS podem ser lidos usando o DOS ou o Windows 9x.

## Versões

### 1.0.0
- 20, 06, 1985 (RAM-TOS / "Mushroom-TOS")
- 20, 11, 1985 (RAM-TOS)
- 06, 02, 1986 (ROM-TOS)

Surgiu com a família de computadores ST. Os primeiros computadores dessa família tinham o sistema operacional em disquete em vez de permanentemente na ROM. Essa versão do sistema operacional pode ser principalmente encontrada nos computadores 260ST, 520ST, 520STM e 520ST+.

#### 1.0.2
- 22, 04, 1987

É a versão do TOS mais utilizada. Diferente da 1.0.0, A versão suportava um co-processador Blitter e um relógio em tempo-real. foi usada nos modelos de computador 520STF, 520STFM, 1040STF, 1040STFM e Atari Mega ST.

#### 1.0.4
- 22, 04,1989
- 06, 04,1989

A logo da Atari arco-íris (versão 1.0.6)

Foi chamada de Rainbow TOS (TOS arco-íris) pois o logotipo da Atari brilhava como um arco-íris nas telas que tinham acesso a cor. Essa versão pode ser encontrada nos modelos 1040STFM, Mega ST e STacy.

#### 1.0.6
- 19, 06, 1989

Corresponde em grande parte à versão 1.04, mas foi expandida para incluir os recursos adicionais da série STE. Pode ser encontrada nos modelos 520STE e 1040STE.

#### 1.6.2
- 11, 01, 1990

Nessa versão, foi corrigido um erro que fazia com que o computador sempre iniciasse na resolução mais baixa quando um monitor colorido era conectado. Pode ser encontrada nos modelos 520STE e 1040STE.

### 3.0x
- 23, 05, 1989 (TOS 3.0.0)
- 01, 03, 1990 (TOS 3.0.0)
- 09, 08, 1990 (TOS 3.0.1)
- 29, 08, 1990 (TOS 3.0.1)
- 05, 12, 1990 (TOS 3.0.5)
- 24, 09, 1991 (TOS 3.0.6)

Houve um grande salto no número da versão, significando que o TOS 2 só viria depois do 3. Isso aconteceu porque o Atari TT030 deveria ser entregue com o TOS030, mas essa versão foi renomeada para TOS 3. O TOS 3 é exclusivamente encontrado no TT030.

### 2.05/2.06
- 05, 12, 1990 (TOS 2.0.5)
- 14, 11, 1991 (TOS 2.0.6)
- 10, 03, 1992 (TOS 2.0.6, ST BOOK)

Como a versão 2.0.5 era exclusiva para o Mega STE, muitos usuários da Atari não queriam concordar com esse fato. Portanto, foi desenvolvida a versão 2.0.6, que possibilitava a atualização em computadores ST mais antigos, somente com placas adaptadoras para o 1040ST, Mega ST e STacy produzidas por comerciantes terceirizados. O TOS 2.0.6 possibilitou a capacidade de usar disquetes HD. O TOS 2 é instalado de fábrica nos computadores Mega STE e ST BOOK.

### 4.0x
- 21, 10, 1992 (TOS 4.0.1)
- 26, 01, 1993 (TOS 4.0.2)
- 08, 03, 1993 (TOS 4.0.4)

Essa versão foi lançada junto com o Atari Falcon, incluindo atualizações como ícones coloridos, pop-ups, e aparência 3D e suporte para DSP, Blitter de 16 MHz e sobreposição de vídeos.

#### 4.9x
- TOS 4.9.2
- TOS 4.9.8

Estas versões nunca foram lançadas oficialmente, embora protótipos tenham sido encontrados e posteriormente compartilhados.

## EmuTOS

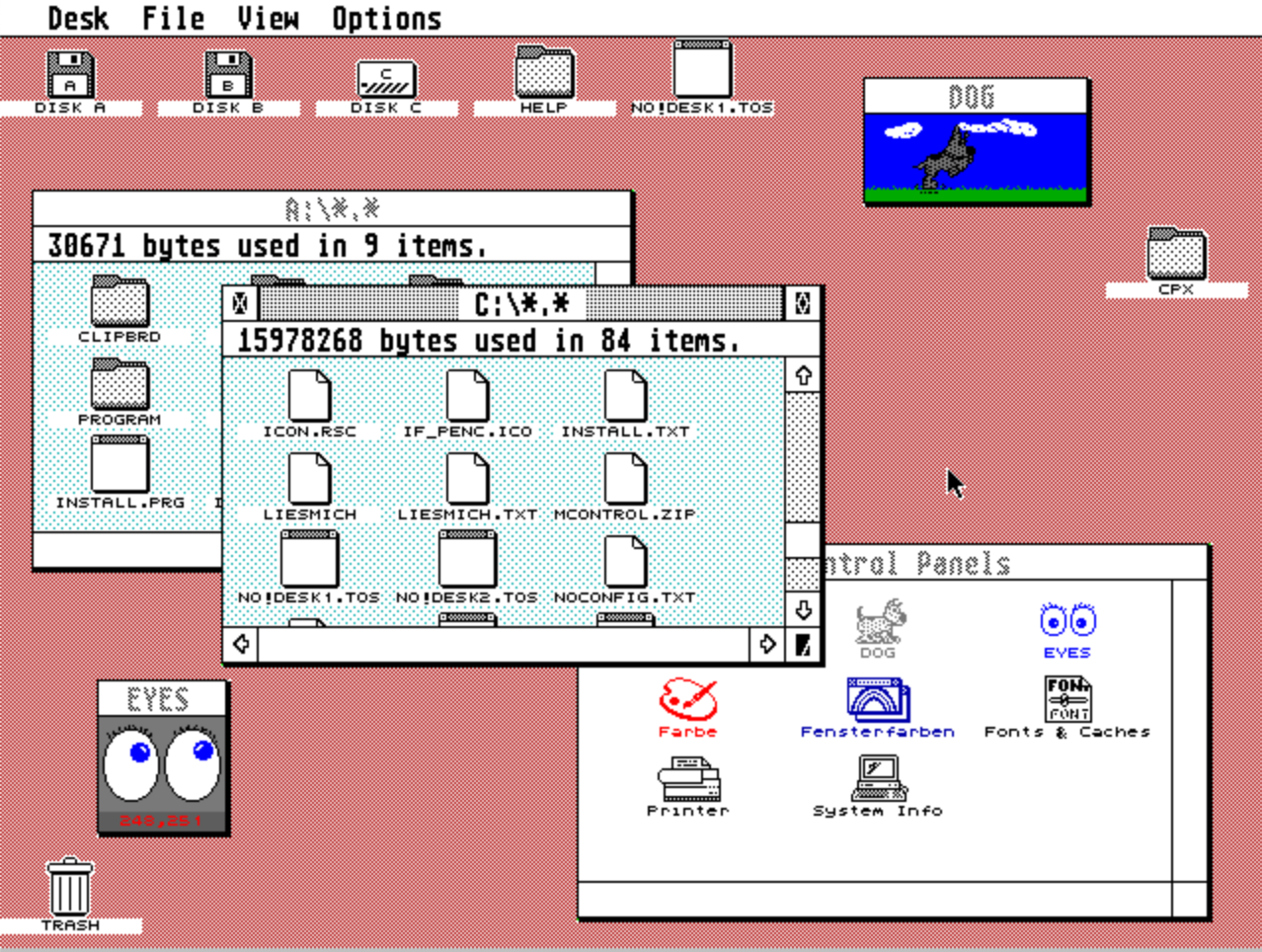
EmuTOS com a área de trabalho integrada e o acessório de mesa COPS

O EmuTOS é um substituto do TOS (o sistema operacional do Atari ST e seus sucessores), lançado como software livre. Ele é executado em hardware Atari e Amiga e em vários emuladores. Sua compatibilidade com jogos eletrônicos para o Atari ST é limitada.

## Galeria

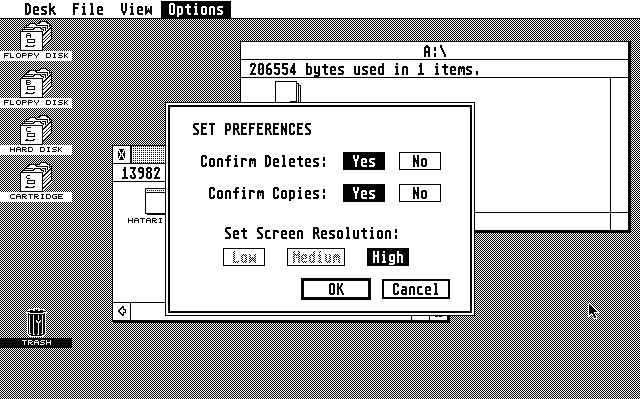
TOS 1.0.0 Monocromo
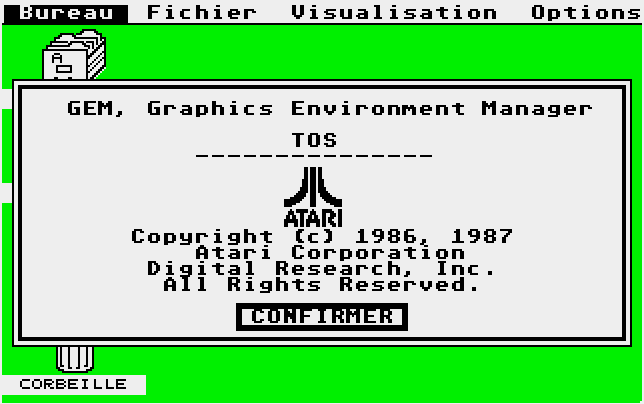
TOS 1.0.2
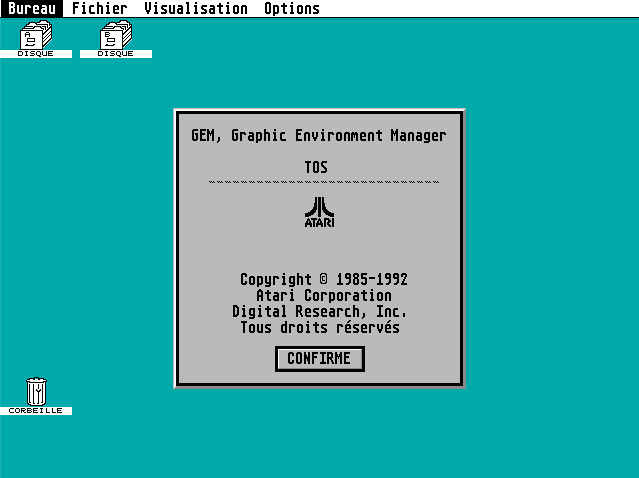
TOS 4.0.4 no Atari Falcon
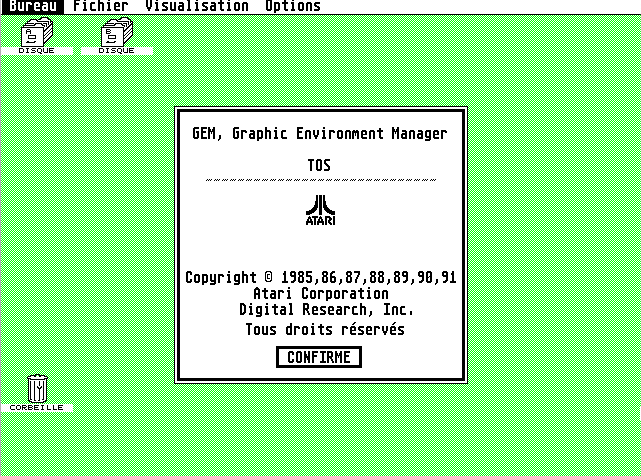
TOS 3.0.6

## Ver Também
- Versões com multitarefa do TOS:
  - MiNT
  - MagiC
  - MultiTOS
- GEM
- Atari ST